# 미야우치 히로토
미야우치 히로토(일본어: 宮内 寛斗, 1998년 1월 23일 ~ )는 일본의 축구 선수이다.

## 구단 경력
그는 2016년부터 2022년까지 J리그의 YSCC 요코하마에서 활동하였다.